# Límite marítimo

Límites marinos en el mar Caribe.

Un límite marítimo es una división conceptual de las áreas de la superficie del agua de la Tierra utilizando criterios fisiográficos o geopolíticos. Como tal, generalmente delimita áreas de derechos nacionales exclusivos sobre recursos minerales y biológicos, abarcando características, límites y zonas marítimas. Generalmente, un límite marítimo se delimita a una distancia particular de la costa de una jurisdicción. Aunque en algunos países el término límite marítimo representa las fronteras de una nación marítima que están reconocidas por la Convención de las Naciones Unidas sobre el Derecho del Mar, las fronteras marítimas suelen servir para identificar el borde de las aguas internacionales.
Los límites marítimos existen en el contexto de aguas territoriales, zonas contiguas y zonas económicas exclusivas; sin embargo, la terminología no abarca los límites de los lagos o ríos, que se consideran dentro del contexto de los límites terrestres.
Algunas fronteras marítimas han permanecido indeterminadas a pesar de los esfuerzos por aclararlas. Esto se explica por una serie de factores, algunos de los cuales involucran problemas regionales.
La delimitación de los límites marítimos tiene implicaciones estratégicas, económicas y ambientales.